# Xã Clear Lake, Quận Burleigh, Bắc Dakota
Xã Clear Lake (tiếng Anh: Clear Lake Township) là một xã thuộc quận Burleigh, tiểu bang Bắc Dakota, Hoa Kỳ. Năm 2010, dân số của xã này là 36 người.